# فهرست پستانداران با نمایش رفتار همجنس‌گرایی

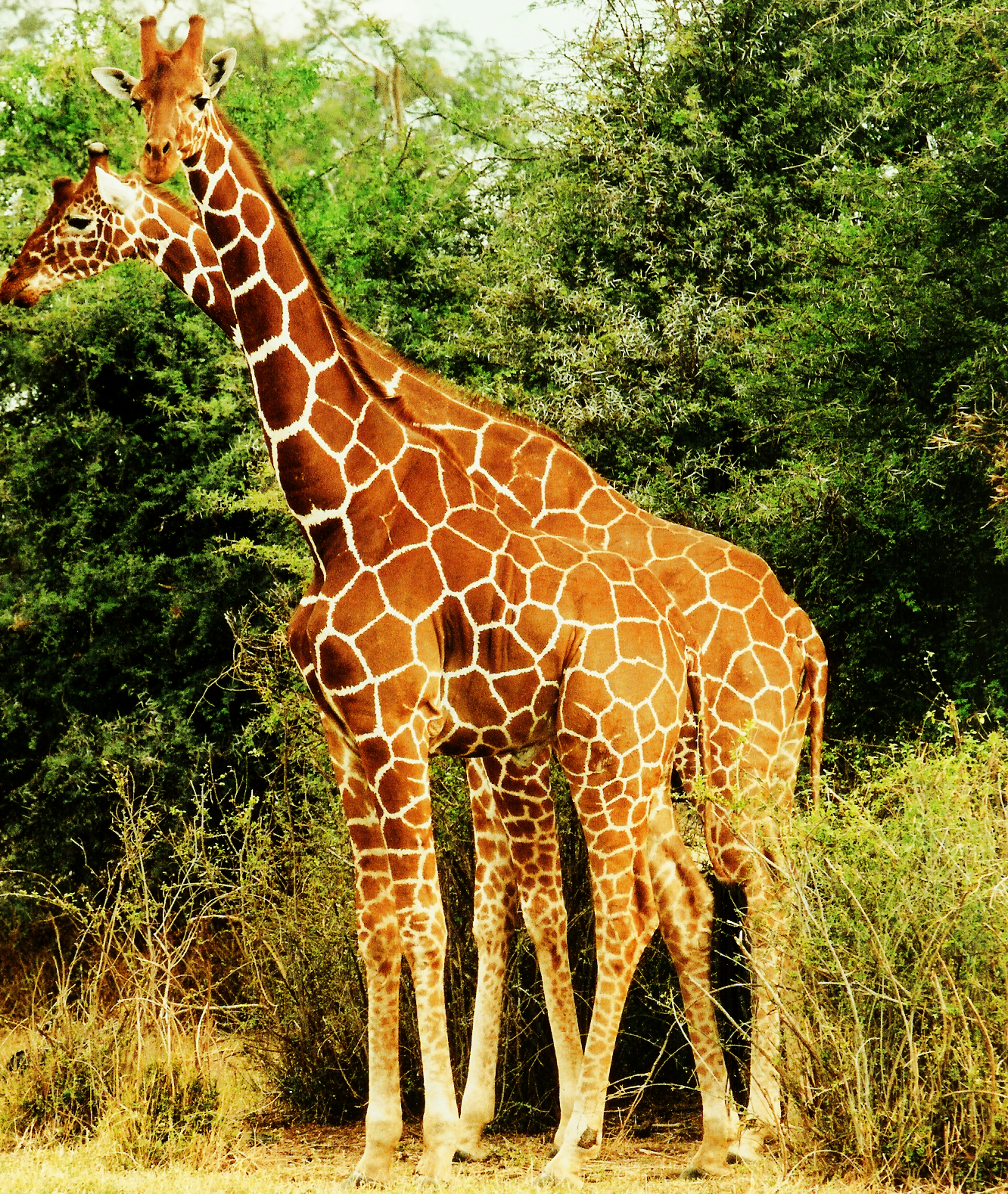
زرافه‌ها در کنیا ; زرافه‌ها را «به‌ویژه همجنس‌گرا» نامیده‌اند، زیرا در رفتار جنسی مرد-مرد بیشتر از جنس نر-مونث (دگرجنس‌گرا) رفتار می‌کنند.

این فهرست پستاندارانی است که شواهد مستندی دال بر رفتار همجنس‌گرایی برای آنها وجود دارد. دیده شده است که این جانوران در حال انجام خواستگاری همجنس‌گرایی، رفتار جنسی، محبت، پیوند جفتی یا فرزندپروری هستند.
این فهرستی از برخی پستاندارانی است که در رفتار همجنس‌گرایانه ثبت شده‌اند، که بخشی از فهرست بزرگ‌تری از جانورانی است که رفتار همجنس‌گرایانه از جمله پرندگان، حشرات، ماهی‌ها و غیره را نشان می‌دهند.

## فهرست
- بوفالوی آمریکایی[۲][۳]
- شاخ‌درازان[۴]
- فیل آسیایی[۵]
- گوسفند وحشی[۶]
- دلفین خال‌دار اطلس[۷]
- شیر دریایی استرالیایی[۸]
- باراسینگا[۹]
- گوسفند بربری[۱۰]
- نهنگ سفید[۷]
- گوسفند آبی هیمالیا[۱۱]
- گوسفند بزرگ‌شاخ[۱۰]
- خرس سیاه آمریکایی[۱۲]
- سیاه‌کل (جانور)[۱۳]
- والابی صخره پهلوسیاه[۱۴]
- گوزن دم‌سیاه[۹]
- Bonin flying fox[۱۵]
- زاتی[۱۶]
- بونوبو[۱۷][۱۸][۱۹]
- دلفین‌های بینی‌بطری[۷][۲۰]
- نهنگ قطبی[۷]
- Brazilian guinea pig[۲۱]
- لاغردلفین‌ها[۷]
- خرس قهوه‌ای[۱۲]
- شنل‌پوش کاکلی[۲۲]
- خفاش گوش‌دراز قهوه‌ای[۲۳]
- موش قهوه‌ای[۲۴]
- بوفالوی آمریکایی[۱۰]
- گوزن شمالی[۲۵]
- گربه[۲۶]
- گاو[۲۷]
- بابون دماغه[۲۸]
- یوزپلنگ[۵]
- شامپانزه معمولی[۲۹]
- چیتال[۳۰]
- Collared peccary[۳۱]
- دلفین پاندایی[۷]
- صاریغ دم‌قلم‌مویی معمولی[۳۲]
- دلفین معمولی نوک‌کوتاه[۷]
- مارموست معمولی[۲۲]
- خفاش لب‌کوتاه[۳۳]
- حشره‌خوار درختی معمولی[۳۴]
- والاروی معمولی[۱۴]
- تامارین کلاه‌پنبه‌ای[۳۵]
- مکاک دم‌دراز[۱۶]
- میمون سیاه کاکل‌دار[۱۶]
- گوسفند دال[۱۰]
- خفاش آبی[۲۳]
- سگ[۳۶]
- خر[۳۷]
- کانگوروی درختی دوریا[۱۴]
- فیل دریایی[۳۸]
- خوکچه هندی[۲۱]
- خدنگ کوتوله[۳۹]
- خرگوش دم‌پنبه‌ای شرقی[۲۴]
- کانگوروی خاکستری شرقی[۱۴]
- مرال[۹]
- گاومیش کوهان‌دار اروپایی[۲]
- قاقم دورنگ اروپایی[۴۰][کدام صفحه؟]
- گوزن‌های زرد[۹]
- نهنگ دندان‌کلفت[۷]
- ریزموش فربه‌دم[۴۱]
- نهنگ تیغ‌باله[۷]
- روباه[۴۲]
- دم‌بلند فرانسوا[۴۳]
- آهو[۴]
- بابون خونین‌دل[۴۴]
- بز[۱۰]
- میمون[۴۵]
- Giraffe[۱][۴۶]
- گوریل[۴۷][۴۸]
- آهوی گرانت[۴]
- روباه پرنده سرخاکستری[۲۳]
- فک خاکستری[۸]
- سنجاب خاکستری شرقی[۴۹]
- نهنگ خاکستری[۷][۵۰]
- گرگ[۵۱]
- خرس گریزلی[۱۲]
- خوکچه هندی[۲۱]
- بابون مقدس[۴۴]
- همستر[۲۱]
- دم‌بلند خاکستری[۵۲]
- گرازماهی بندری[۵۳]
- فک بندرگاه[۸]
- بز کوهی هیمالیایی[۵۴]
- مارموت سپیدموی[۵۵]
- اسب[۵۶]
- انسان (see آمیزش جنسی در انسان)
- نهنگ گوژپشت[۵۷]
- روباه پرنده[۲۳]
- گوزن فریادکش هندی[۵۸]
- کرگدن هندی[۵۹]
- ماکاک ژاپنی[۱۶]
- گراز بدبو[۶۰]
- خرموش کانگورویی[۲۴]
- نهنگ قاتل[۷]
- کوآلا[۶۱][۶۲]
- کوب[۶۳][۶۴]
- فک (جانور)[۸]
- سمورچه کهتر[۴۹]
- کل سرخ[۶۴]
- شب‌دوست کوچک[۶۵]
- شیر (گربه‌سان)[۵][۶۶][۶۷][۶۸][۶۹][۷۰][یادکرد بیش از حد]
- ماکاک دم‌شیری[۱۶]
- Lion tamarin[۲۲]
- خفاش قهوه‌ای کوچک[۲۳]
- Livingstone's fruit bat[۲۳]
- خارپشت گوش‌بلند[۷۱]
- حشره‌خوار درختی پابلند[۳۴]
- ماکاک[۷۲]
- مارخور[۷۳]
- سمور[۷۴]
- زباد نخلی نقاب‌دار[۷۵]
- Moco[۷۶]
- شب‌دوست موهول[۶۵]
- Moor macaque[۱۶]
- موس[۷۷]
- بز کوهی راکی[۱۰]
- حشره‌خوار درختی کوهی[۳۴]
- گورخر کوهی[۷۸]
- موش[۷۹]
- Moustached tamarin[۳۵]
- استرآهو[۹]
- گاو مشک[۸۰]
- خفاش ارس[۲۳]
- شیر دریایی نیوزیلندی[۸]
- دم‌بلند نیلگیری[۵۲]
- Noctule[۳۳]
- تشی آمریکای شمالی[۸۱]
- فک فیلی شمالی[۸]
- فک خزپوش شمالی[۸]
- کوئول شمالی[۴۱]
- مارموت المپیک[۸۲]
- اورانگوتان[۸۳][۸۴]
- دلفین نواری[۷]
- میمون پاتاس[۸۵]
- گوزن پر داوید[۹]
- خوک اهلی[۸۶]
- ماکاک[۱۶]
- گورخر دشتی[۸۷]
- خرس قطبی[۱۲]
- والابی دم‌شلاقی[۱۴]
- میمون بینی‌دراز[۴۵]
- شاخ‌چنگالی[۸۸]
- اسب شوالسکی[۷۸]
- گوزن ریز[۳۰]
- پوکو[۸۹]
- کوئوکا[۹۰]
- خرگوش[۹۱]
- راکون[۷۴]
- شب‌نوردها[۹۲]
- مرال[۹]
- روباه سرخ[۹۳]
- کانگوروی قرمز[۱۴]
- والابی گردن‌قرمز[۱۴]
- سنجاب قرمز[۴۹]
- گوزن فریادکش ریوز[۵۸]
- گوزن شمالی[۲۵]
- میمون رزوس[۱۶]
- نهنگ حقیقی[۷]
- Rock cavy[۲۱]
- روباه پرنده رودریگز[۲۳]
- شوکا[۹]
- موش-کانگوروی روفوس[۹۴]
- تامارین جفری[۳۵]
- موش-کانگوروی روفوس[۱۴]
- تامارین[۳۵]
- بابون زرد[۴۴]
- سمور دریایی[۹۵]
- خفاش سروتین[۲۳]
- گوسفند[۱۰][۹۶]
- غبغبی[۹۷]
- گوزن ژاپنی[۹]
- حشره‌خوار درختی لاغر[۳۴]
- میمون دماغ‌سربالا[۹۸]
- Sooty mangabey[۸۵]
- نهنگ عنبر[۷]
- میمون عنکبوتی[۹۹]
- Spinifex hopping mouse[۲۴]
- دلفین فرفره[۷]
- کفتار خال‌دار[۱۰۰][۱۰۱]
- فک خالدار[۸]
- میمون سنجابی[۱۰۲]
- دلفین نواری[۷]
- موش کیسه‌دار استوارت[۱۰۳]
- ماکاک دم بریده[۱۶]
- باراسینگا[۹]
- والابی مرداب[۱۴]
- اسب شوالسکی[۷۸]
- میمون راهب[۸۵]
- والابی تامار[۱۴]
- شیطان تاسمانی[۱۰۳]
- ماکاک تبتی[۱۰۴]
- کانگورو[۱۴]
- گوسفند دال[۱۰]
- آهوی تامسون[۴]
- ببر[۱۰۵]
- Tonkean macaque[۱۶]
- دلفین بینی‌بطری رودخانه‌ای[۱۰۶]
- گوسفند وحشی اوریال[۱۰۷]
- شست‌بریده خرسی[۱۰۸]
- خفاش خون‌آشام[۲۳]
- شیفاک ورو[۱۰۹]
- میمون وروت[۸۵]
- Vicuna[۱۱۰]
- گراز دریایی[۱۱۱][۱۱۲]
- واپیتی[۱۱۳]
- زگیل‌داران[۱۱۴]
- کل آب‌دوست[۱۱۵]
- گاومیش[۱۰]
- شنل‌پوش گریان[۲۲]
- کانگوروی خاکستری غربی[۱۴]
- گاو دریایی هند غرب[۱۱۶]
- والابی دم‌شلاقی[۱۴]
- White-faced capuchin[۲۲]
- شنل‌پوش پیشانی‌سفید[۲۲]
- گیبون دست‌سفید[۱۱۷]
- گراز بدبوی لب‌سفید[۱۱۸]
- گوزن دم‌سفید[۹]
- خوکچه هندی[۲۱]
- کل و بز[۱۰]
- مارموت شکم‌زرد[۱۱۹]
- کانگوروی پازرد[۱۴]
- خوکچه دندان‌زرد برزیلی[۲۱]